# Wasilisa Bardina
Wasilisa Bardina, ros. Василиса Алексеевна Бардина (ur. 30 listopada 1987 w Moskwie) – rosyjska tenisistka; od 2003 roku o statusie profesjonalnym.

## Kariera tenisowa
W styczniu 2007 roku, tuż przed startem w Australian Open, finał imprezy w Hobarcie, przegrany z Anną Czakwetadze, zapewnił jej najwyższe rankingowe miejsce w czteroletniej wówczas karierze - pozycję czterdziestą ósmą.
Wielkoszlemowy debiut odnotowała na Wimbledonie w 2006 roku, przegrywając w pierwszej rundzie z Amerykanką Meilen Tu. Podobny wynik osiągnęła w sierpniu 2006 w US Open, ulegając tym razem Szachar Pe’er. Również w Australian Open 2007 odpadła w pierwszej rundzie gry pojedynczej.
Po raz pierwszy w turnieju zawodowym zagrała w Bangkoku w 2005 roku, jednak skreczowała już w pierwszej rundzie przeciwko Ashley Harkleroad. W lipcu 2006 osiągnęła drugą rundę w Cincinnati, "urywając" w drugim meczu seta Marion Bartoli. Również w Stanford i San Diego osiągnęła drugą rundę.
W styczniu 2007 doszła do finału turnieju Moorilla Hobart International w Hobart, gdzie przegrała z Anną Czakwetadze.
Wygrała sześć turniejów z cyklu ITF.

## Finały turniejów WTA
| Legenda                | Legenda |
| ---------------------- | ------- |
| Wielki Szlem           |         |
| Igrzyska olimpijskie   |         |
| WTA Tour Championships |         |
| 1988 – 2008            |         |
| Kategoria I            |         |
| Kategoria II           |         |
| Kategoria III          |         |
| Kategoria IV           |         |
| Kategoria V            |         |

### Gra pojedyncza
| Końcowy wynik | Nr | Data             | Turniej | Nawierzchnia | Przeciwniczka    | Wynik finału |
| ------------- | -- | ---------------- | ------- | ------------ | ---------------- | ------------ |
| Finalistka    | 1. | 12 stycznia 2007 | Hobart  | Twarda       | Anna Czakwetadze | 3:6, 6:7(3)  |